# 舒拉普
舒拉普（葡萄牙語：Matheus Soares Nascimento，2001年4月20日—），生於巴西聖保羅，巴西足球運動員，司職前鋒，現時效力香港超級聯賽球會冠忠南區。

## 球會生涯

### 北區
2025年6月30日，北區宣布舒拉普約滿離隊。

### 南區
2025年7月6日，冠忠南區宣佈舒拉普加盟球隊。

## 外部連結
- 香港足球總會網頁球員註冊資料
- Transfermarkt